# HMS Sampson (1781)

HMS Sampson (1781) — 64-пушечный линейный корабль 3 ранга Королевского флота. Заказан 25 июля 1775. Спущен на воду 8 мая 1781 на королевской верфи в Вулвиче.

## Служба
20 октября 1782 года участвовал в бою у мыса Спартель (капитан Джон Харви, англ. John Harvey). Потерял убитыми двоих.
В 1802 году превращён в блокшив. Разобран в 1832 году.